# Comté de Camrose
Le comté de Camrose (anglais : Camrose County) est un district municipal, situé dans la province d'Alberta, au Canada.

## Démographie
| 2001  | 2006  | 2011  | 2016  |
| ----- | ----- | ----- | ----- |
| 7 278 | 7 160 | 8 004 | 8 458 |

## Villes et municipalités
| Villes - Camrose - Bashaw Villages - Bawlf - Bittern Lake - Edberg - Ferintosh - Hay Lakes - Rosalind | Hameaux - Armena - Duhamel - Kelsey - Kingman - Meeting Creek - New Norway - Ohaton - Pelican Point - Round Hill - Tillicum Beach |  |